# Élections législatives de 1906 en Eure-et-Loir
Les élections législatives en Eure-et-Loir, ont lieu les dimanches 6 mai 1906 et 20 mai 1906.
Elles ont pour but d'élire les 5 députés représentant le département à la Chambre des députés pour un mandat de quatre années.

## Mode de scrutin
L'élection se fait au scrutin d'arrondissement, soit un mode uninominal majoritaire à deux tours.
La circonscription pour l'élection est l'arrondissement.
Le scrutin est individuel, chaque arrondissement élisant un député.
Les arrondissements qui ont plus de cent mille habitants sont divisés. Dans ce cas on élit un député par circonscription électorale.
L'article 18 précise qu'il faut réunir pour être élu au premier tour :
1. La majorité absolue des suffrages exprimés ;
2. Un nombre de suffrages égal au quart des électeurs inscrits.

Au deuxième tour la majorité relative suffit. En cas d'égalité c'est le plus âgé qui est élu.

## Résultats par arrondissement
- Les résultats viennent de la vérification des pouvoirs effectuée par la Chambre des députés, consignés dans le Journal Officiel, Débats parlementaires[1].

### Arrondissement de Chartres

#### 1recirconscription
- Elle regroupe les cantons plutôt urbains et centraux de l'arrondissement, soit ceux de Chartres-Nord, Chartres-Sud et de Maintenon, au centre-est du département.

|                | Gustave Lhopiteau * | Rad ind-Rép G  | 7 603  | 58,07  |  |  |
|                | A. Bertholon        | Progressiste   | 5 396  | 41,21  |  |  |
|                | Degoude             | SFIO           | 94     | 0,72   |  |  |
|                |                     |                |        |        |  |  |
| Inscrits       | Inscrits            | Inscrits       | 15 728 | 100,00 |  |  |
| Votants        | Votants             | Votants        | 13 183 | 83,82  |  |  |
| Blancs et nuls | Blancs et nuls      | Blancs et nuls | 90     | 0,68   |  |  |
| Exprimés       | Exprimés            | Exprimés       | 13 093 | 99,32  |  |  |

*sortant

#### 2ecirconscription
- Elle regroupe les cantons plutôt ruraux de l'arrondissement, soit ceux de Courville, Illiers-Combray, Auneau, Voves et de Janville, au centre-est du département.

|                | Ambroise de Saint-Pol * | Progressiste-Libéral | 7 100  | 50,98  |  |  |
|                | Maurice Maunoury        | Rad ind              | 6 825  | 49,00  |  |  |
|                |                         |                      |        |        |  |  |
| Inscrits       | Inscrits                | Inscrits             | 16 263 | 100,00 |  |  |
| Votants        | Votants                 | Votants              | 14 018 | 84,39  |  |  |
| Blancs et nuls | Blancs et nuls          | Blancs et nuls       | 90     | 0,64   |  |  |
| Exprimés       | Exprimés                | Exprimés             | 13 928 | 99,36  |  |  |

*sortant

### Arrondissement de Châteaudun
- Elle regroupe tous les cantons de l'arrondissement, au sud du département.

|                | Louis Baudet * | Rad ind              | 10 744 | 70,48  |  |  |
|                | Jean dit Jehan | Progressiste-Libéral | 4 503  | 29,54  |  |  |
|                |                |                      |        |        |  |  |
| Inscrits       | Inscrits       | Inscrits             | 18 209 | 100,00 |  |  |
| Votants        | Votants        | Votants              | 15 366 | 84,39  |  |  |
| Blancs et nuls | Blancs et nuls | Blancs et nuls       | 125    | 0,81   |  |  |
| Exprimés       | Exprimés       | Exprimés             | 15 243 | 99,19  |  |  |

*sortant

### Arrondissement de Dreux
- Elle regroupe tous les cantons de l'arrondissement, au nord du département.

|                | Maurice Viollette * | Soc ind-Rad-soc | 9 895  | 58,73  |  |  |
|                | Azard               | Progressiste    | 6 955  | 41,28  |  |  |
|                |                     |                 |        |        |  |  |
| Inscrits       | Inscrits            | Inscrits        | 19 232 | 100,00 |  |  |
| Votants        | Votants             | Votants         | 16 936 | 88,06  |  |  |
| Blancs et nuls | Blancs et nuls      | Blancs et nuls  | 88     | 0,52   |  |  |
| Exprimés       | Exprimés            | Exprimés        | 16 848 | 99,48  |  |  |

*sortant

### Arrondissement de Nogent-le-Rotrou
- Elle regroupe tous les cantons de l'arrondissement, à l'ouest du département.

|                | Paul Deschanel * | Rép G          | 6 768  | 99,99  |  |  |
|                |                  |                |        |        |  |  |
| Inscrits       | Inscrits         | Inscrits       | 11 577 | 100,00 |  |  |
| Votants        | Votants          | Votants        | 8 821  | 76,19  |  |  |
| Blancs et nuls | Blancs et nuls   | Blancs et nuls | 2 052  | 23,26  |  |  |
| Exprimés       | Exprimés         | Exprimés       | 6 769  | 76,74  |  |  |

*sortant